# Batalla de Yashima
La batalla de Yashima fou una important batalla lliurada durant les Guerres Genpei entre el clan Minamoto i el clan Taira, que acabà amb una decisiva victòria per al clan Minamoto.

## Història

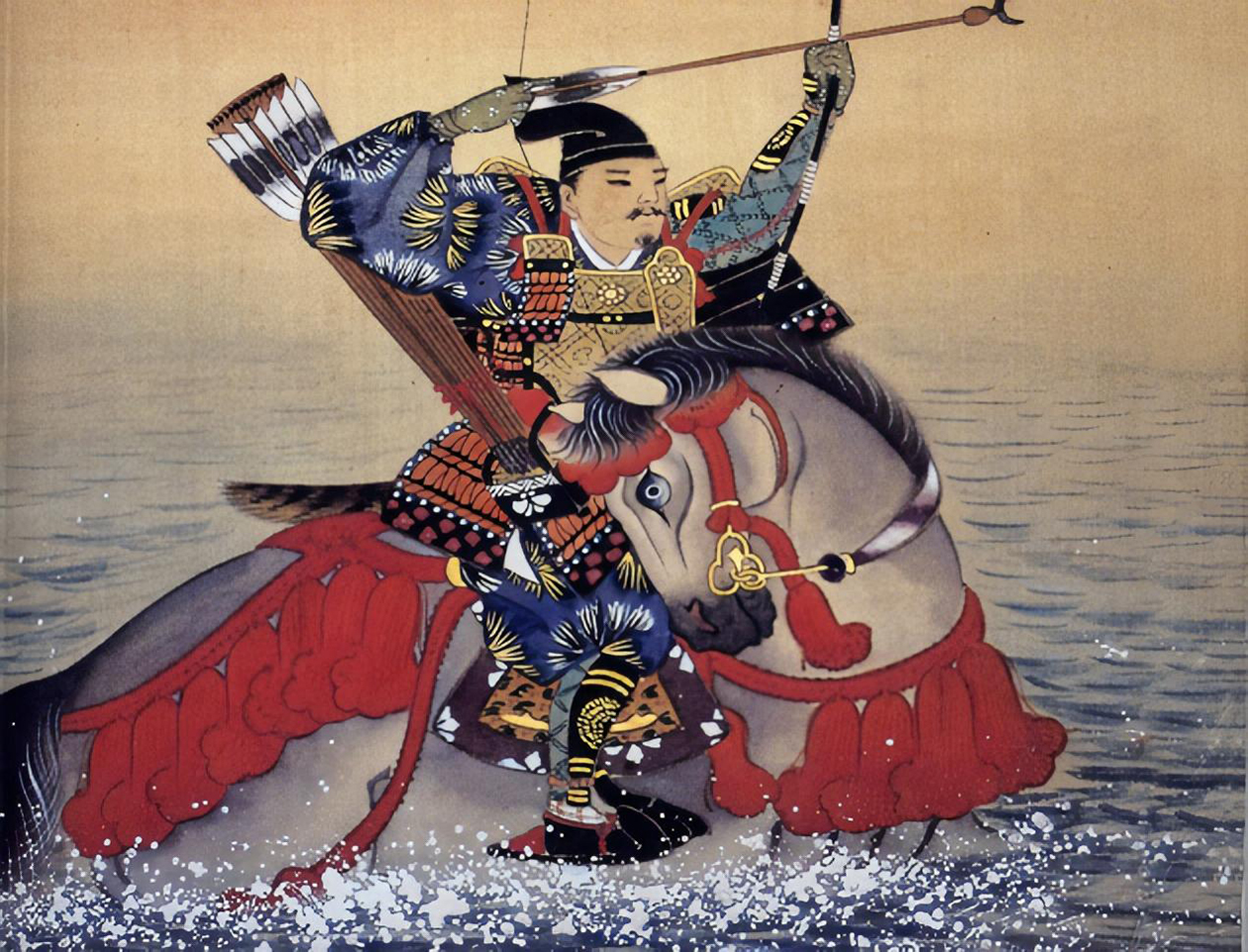
Nasu no Yoichi disparant la seua famosa fletxa des del masteler d'un vaixell Taira. D'un rotllo de pergamí en el museu Watanabe, prefectura de Tottori, Japó.

Amb els plans d'invasió de Noriyori a Kyushu preparats, Yoshimune fou enviat novament a la guerra. El 22 de març de 1185, Yoshitsune comanda una menuda tropa d'uns centenars d'homes per a realitzar un assalt en la ciutat de Yashima (actual Takamatsu), en l'illa de Shikoku. Yashima era el nou lloc de retirada del clan Taira, ja que estaven tenint considerables derrotes en la guerra i posseïen una fortalesa i tenien en les seues mans un improvisat palau per a l'Emperador Antoku i els Tres Tresors Sagrats del Japó, qui estaven retinguts.
Yoshitsune disposà una flota de naus en la ciutat de Watanabe, en la província de Settsu.
En aquesta batalla, Kajiwara Kagetoki, un samurai aliat discuteix severament amb Yoshitsune sobre com seria l'estratègia de combat i provocà un incident que desacreditaria a Yoshitsune en el futur. En la nit del dia 22 decidí que era el millor moment per a embarcar-se, a pesar del mal clima, així i tot ordenaren als seus homes a pujar als vaixells. No obstant això els seus subordinats es van negar a obeir-lo. Yoshitsune amenaçà de mort a qualsevol que ho desobeïra, i així alguns decidiren acompanyar-lo en eixa nit.
Yoshitsune arribà a l'illa de Shikoku a l'alba i estava apostat a cinc quilòmetres de Yashima; addicionalment, de part d'un líder samurai local es va assabentar que les forces en Yashima estaven reduïdes, en part perquè una força expedicionària Taira havia anat a la província d'Iyo. En eixa època Yashima estava separada de la resta de l'illa per un estret canal que durant la marea baixa, podia creuar-se muntat en un cavall. El castell dels Taira estava situat en la platja mirant a l'illa, i les naus estaven en una zona poc profunda al capdavant del castell.
Novament Yoshitsune aplica una tàctica de combat, alçant fogueres prop de la fortalesa, en el mar, fent pensar als Taira que ocorreria una batalla naval amb una força superior de part dels Minamoto i abandonaren la fortalesa duent-se a l'Emperador i els Tresors, sense adonar-se que el gruix de les forces de Yoshitsune estaven en terra. En eixe moment ocorre la batalla en el canal i Taira no Munemori, capdavanter del clan Minamoto, va notar que les forces de Yoshitsune en el mar eren menors a les quals creien al principi, no obstant això el fort en Yashima estava cremant en flames.
Llavors els Taira, en un intent de subestimar l'enemic i malgastar les fletxes, alçaren un ventall en el cim d'una de les seues naus i reptà als Minamoto a provar la seua punteria encertant una fletxa al ventall. Yoshitsune trià Nasu no Yoichi, un jove i menut arquer, perquè usés la seua habilitat amb l'arc per a apuntar al ventall. Atès que si fallava havia de cometre seppuku, sobre el seu cavall i enmig del canal va assolir encertar al ventall.
En el matí següent, els Taira seguien navegant prop de la ciutat de Shido, mentre que Yoshitsune els estava perseguint des de la costa. Segons l'Heike Monogatari, els Taira sobreestimaren a la quantitat de tropes que tenien els Minamoto i van preferir fugir de l'illa de Shikoku.
A causa d'aquesta confusió els Minamoto obtenen la segona victòria de part de Yoshitsune; però l'Emperador Antoku i els Tres Tresors, ajunte la majoria dels membres del clan Taira realitzen una nova fugida a Dan-no-Ura, a l'estret de Shimonoseki, entre Kyushu i Honshu.

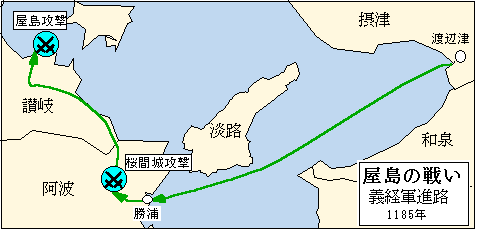
Avanç de Yoshitsune en la batalla de Yashima. Partí des de Honshu (a la dreta) i es mobilitzà a través del Mar de Seto arribant a l'illa de Shikoku, tenint una sèrie de combats fins a arribar a Yashima (extrema esquerra).